# Ashmeadiella meliloti
Ashmeadiella meliloti är en biart som först beskrevs av Cockerell 1897.  Ashmeadiella meliloti ingår i släktet Ashmeadiella och familjen buksamlarbin. Inga underarter finns listade i Catalogue of Life.